# Hornum Sø
Hornum Sø er en sø i Øster Hornum Sogn i det tidligere Hornum Herred (Ålborg Amt) nu Rebild Kommune, ca. 7 km vest for Støvring. Søen har meget klart vand og er et yndet mål for badegæster. Planterne i denne hører til naturtyperne brunvandet sø og lobeliesø med planter som strandbo, kildemos, tvepibet Lobelie og sortgrøn brasenføde.
Af fisk findes der gedde, aborre, gråskalle, rudskalle og ål .

## Eksterne kilder og henvisninger
1. ↑  Frit søfiskeri i Nordjylland Arkiveret 19. februar 2012 hos  Wayback Machine påStøvring Lystfiskeriforenings sider

- Danmarks Søer, Søerne i Nordjyllands og Viborg Amter, af Thorkild Høy m.fl. ISBN 87-7717-200-0

56°54′7.77″N 9°44′51.43″Ø / 56.9021583°N 9.7476194°Ø